# Comité consultatif de la Communauté européenne du charbon et de l'acier
Le Comité consultatif de la Communauté européenne du charbon et de l'acier est un organe créé par l'article 18 du traité instituant la Communauté européenne du charbon et de l'acier.

## Historique
En 2002, à l'expiration du traité instituant la Communauté européenne du charbon et de l'acier, les activités du Comité consultatif furent confiées au Comité économique et social européen.

## Composition
Le nombre de membres peut varier, selon le traité, entre 30 et 51 et doit comprendre « en nombre égal, des producteurs, des travailleurs, et des utilisateurs et négociants ».

### Nomination
Le Conseil nomme chaque membre du Comité consultatif à titre personnel pour une durée de deux ans.
Le Conseil doit désigner les organisations représentatives des producteurs et des travailleurs entre lesquels les sièges à pourvoir sont répartis. Chacune de ces organisations établit « une liste comprenant un nombre double de celui des sièges qui lui sont attribués. Le Conseil nomme les représentants des producteurs et travailleurs sur la base de celle-ci.

### Président et bureau
Le président et le bureau du Comité consultatif sont nommés par ses membres pour un mandat d'un an.
Il y a eu 44 présidents du Comité consultatif entre 1953 et 2002.

### Indépendance
Selon le traité, les membres du Comité consultatif « ne sont liés par aucun mandat ou instruction des organisations qui les ont désignés ».

## Organisation
Le Comité consultatif peut, dans le cadre du traité, adopter un règlement intérieur.

## Sièges
Le Comité consultatif a siégé à Luxembourg puis son siège a été déplacé au Palais des Congrès de Bruxelles.

### Biographie
- Traité instituant la Communauté européenne du charbon et de l'acier, 18 avril 1951 (lire en ligne)
- « Bâtiment du Comité consultatif et Bâtiment du Comité économique et social », sur Centre virtuel de la connaissance sur l'Europe, Parlement européen
- « Ancien bâtiment du Comité consultatif de la CECA », sur Centre virtuel de la connaissance sur l'Europe, Office des publications officielles des Communautés européennes, 1975
- « Comité économique et social européen et Comité consultatif de la CECA », sur Centre virtuel de la connaissance sur l'Europe, 11 septembre 2012
- Premier règlement intérieur du Comité consultatif de la CECA, 22 avril 1953 (lire en ligne)
- « Présidents du Comité consultatif de la CECA (1953 - 2002) », sur Centre virtuel de la connaissance sur l'Europe, 11 septembre 2012